# Euselasia orion
Euselasia orion är en fjärilsart som beskrevs av Rebillard 1958. Euselasia orion ingår i släktet Euselasia och familjen Riodinidae. Inga underarter finns listade i Catalogue of Life.